# Szent Rókus-kápolna (Baja)
A Szent Rókus-kápolna a római katolikus egyház temetőkápolnája Baján.

## Története
Az 1739-es pestis járványt követően határozták el a város lakói, hogy megmenekülésük emlékére egy kápolnát emelnek Szent Rókus tiszteletére. A kápolna állapota a 18. század végére leromlott, ezért Harlikovics András javaslatára új kápolna építését határozták el. Az építésről szóló szerződés szerint hosszát 9, szélességét 4,5 ölben határozták meg.

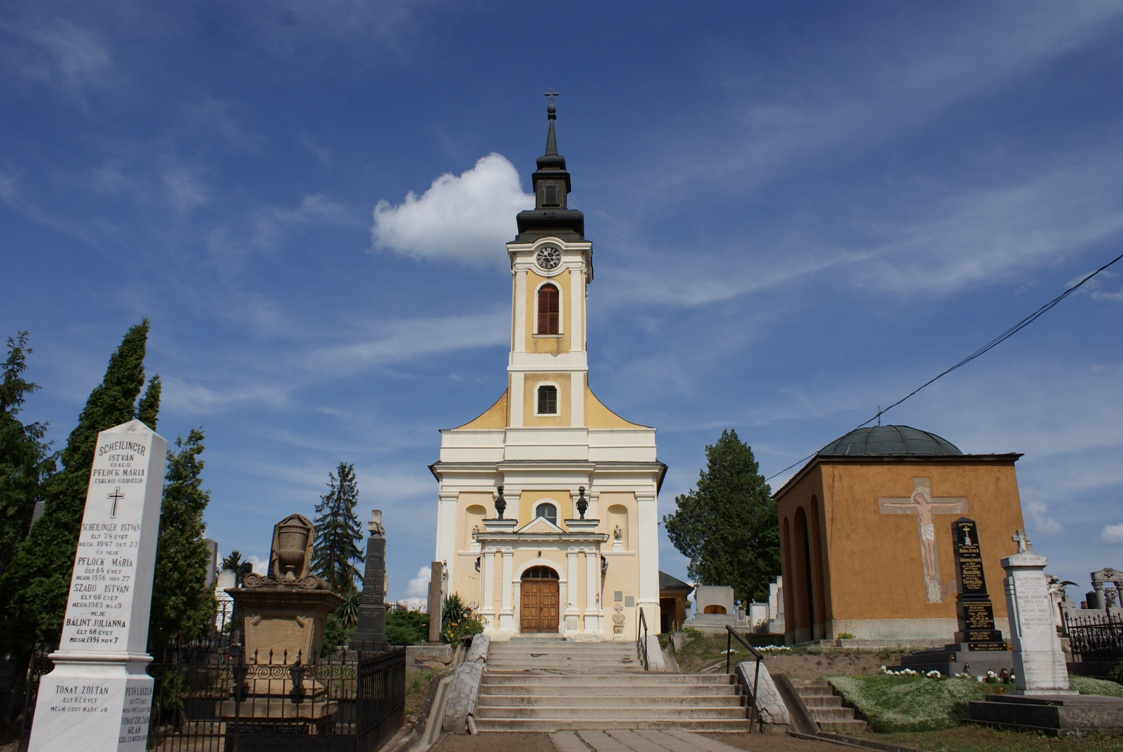
A kápolna távolabbról

Szent Rókus napjára, 1795. augusztus 16-ra fejeződött be az elődök fogadalmát teljesítő második impozáns kápolna építése, s ezen a napon gróf Kollonich László érsek képviseletében Ránics István bajai apátplébános pompás ünnepség keretében megáldotta. Ott áll ma is a temető régi kápolnájának helyén a Batthyány utca (egykoron találóan Gyász utca) tengelyében, Szent Rókus tiszteletére.
A pestises szenteket ábrázoló főoltárképét Hanisch Mátyás (Mathias Hanisch) festette, 1802-ben.
A kápolna külső falain emléktáblák, sírkövek láthatók. Valószínű, hogy ezek nemcsak epitáfiumok, hanem legtöbbjének sírkamrája is a kápolna külső fala mellett, vagy kriptájában van. Hajdanában ebbe a temetőbe temetkezett a nemesség és a gazdagabb polgárság, itt nyugszanak pl. az Auer, Császár, Harlikovics, Pilaszánovics családok tagjai is. Itt kapott márványtáblával jelzett végső nyughelyet a város neves szülötte, az első független magyar kormány hadügyminisztere, Mészáros Lázár is 1991. március 15-én. A kápolna közelében található Tóth Kálmán szüleinek a sírja is. 
A kápolna harangtoronysisakján látható az építés dátuma, alatta toronyóra van, kívül sárgás és fehér színezésűek a falai. Tetőzete vörösrézlemez fedésű.